# Leslie Wing Pomeroy
Leslie Wing Pomeroy, conosciuta anche come Leslie Wing (16 settembre 1963), è un'attrice statunitense, famosa per aver interpretato il ruolo di Lucille Bolton, madre di Troy Bolton (Zac Efron) nella trilogia di High School Musical.

## Filmografia

### Cinema
- High School Musical 3: Senior Year, regia di Kenny Ortega (2008)

| Film | Film                                   | Film            | Film                             |
| Anno | Film                                   | Ruolo           | Note                             |
| ---- | -------------------------------------- | --------------- | -------------------------------- |
| 1983 | Ragazza del White Orchid               | Lisa            | Film televisivo                  |
| 1984 | The Lonely Guy                         | Brenda          |                                  |
| 1984 | The Cowboy and the Ballerina           | Natalia         | Film televisivo                  |
| 1984 | Il demone delle galassie infernali     | Gwen Rogers     |                                  |
| 1985 | Love, Mary                             | Jill            | Film televisivo                  |
| 1987 | Perry Mason: The Case of the Lost Love | Woman           | Non accreditata, Film televisivo |
| 1987 | Retribution                            | Jennifer Curtis |                                  |
| 1993 | La troviamo a Beverly Hills            | Ned's Mother    |                                  |
| 1996 | Sospesi nel tempo                      | Mrs Waterhouse  |                                  |
| 1998 | Strangeland                            | Madeline Roth   |                                  |
| 2006 | High School Musical                    | Lucille Bolton  | Film televisivo                  |
| 2006 | Ritorno ad Halloweentown               | Dr. Goodwyn     | Film televisivo                  |
| 2007 | High School Musical 2                  | Lucille Bolton  | Film televisivo                  |

### Televisione
- Ritorno ad Halloweentown (Return to Halloweentown), regia di David Jackson – film TV (2006)

| Televisione | Televisione                  | Televisione                              | Televisione                                                |
| Anno        | Titolo                       | Ruolo                                    | Note                                                       |
| ----------- | ---------------------------- | ---------------------------------------- | ---------------------------------------------------------- |
| 1983        | Supercar                     | Layla Charon Callan                      | Episodio: Ring of Fire                                     |
| 1984        | Simon & Simon                | Ballerina Holly McGinnis                 | Episodio: Heels and Toes                                   |
| 1985        | This Is the Life             | Unknown Role                             | Episodio: How Shall We Then Live? Episodio: The Stranger   |
| 1985        | The Fall Guy                 | Kate Hillman                             | Episodio: Tailspin                                         |
| 1985        | Moonlighting                 | Mary Goodman                             | Episodio: Twas The Episode Before Christmas                |
| 1985        | Shadow Chasers               | Amelia                                   | Episodio: The Many Lives of Jonathan                       |
| 1986        | Mike Hammer                  | ?                                        | Episodio: Deirdre                                          |
| 1987        | CBS Summer Playhouse         | Annie                                    | Episode: Travelin' Man                                     |
| 1988        | Magnum, P.I.                 | Miss Rockwell                            | Episodio: Unfinished Business                              |
| 1992        | The Trials of Rosie O'Neill  | Unknown Role                             | Episodio: Double Bind                                      |
| 1993        | Melrose Place                | Therapist                                | Episodio: State of Need                                    |
| 1989-1993   | Matlock                      | Hillary Benson (1989) Jane Dryden (1993) | Episodio: The Other Woman (1989) Episodio: The Play (1993) |
| 1995        | Babylon 5                    | Mother                                   | Episodio: And Now for a Word                               |
| 1995        | Xena - Principessa guerriera | Queen Karis                              | Episodio: Death in Chains                                  |
| 1995        | Hercules (serie televisiva)  | Queen Karis                              | Episodio: Highway to Hades                                 |
| 2005        | Everwood                     | Registration Woman                       | Episodio: Giving Up the Girl                               |

## Doppiatrici italiane
Nelle versioni in italiano delle opere in cui ha recitato, Leslie Wing è stata doppiata da:
- Ludovica Modugno in Ritorno ad Halloweentown